# Allium asirense
Allium asirense — вид трав'янистих рослин родини амарилісові (Amaryllidaceae), ендемік Саудівської Аравії.

## Опис
Цибулина яйцювата, 0.5–1.5 см в діаметрі; зовнішні оболонки сіруваті, перетинчасті з паралельними волокнами; цибулинки блідо-коричневі, шоломоподібні. Стебло 20–30 см. Листків 2–4, зазвичай зів'ялі в період цвітіння, лінійні, жолобчасті, шириною 1–2 мм, на краях помітно шорсткі. Зонтик більш-менш кулястий, дуже нещільний, діаметром 1.2–2 см. Оцвітина дзвінчаста. Листочки оцвітини глибоко пурпурні з більш блідими краями, блискучі, довгасто-еліптичні, 3–4 мм завдовжки, гладкі або дуже злегка бородавчасті на кілі.
Час цвітіння: травень і червень.

## Поширення
Ендемік Саудівської Аравії (захід).
Населяє сланцеві схили серед яловців та на парових полях, 2134 м.